# Marjoriella beni
Marjoriella beni är en stekelart som beskrevs av Michael J. Sharkey 1983. Marjoriella beni ingår i släktet Marjoriella och familjen bracksteklar. Inga underarter finns listade i Catalogue of Life.